# Elias Nassar
Elias Nassar (ur. 25 października 1960 w Sarbie) – libański duchowny maronicki, w latach 2006-2017 biskup Sydonu.

## Życiorys
Święcenia kapłańskie przyjął 18 sierpnia 1990 i został inkardynowany do eparchii sydońskiej. Po święceniach i krótkim stażu duszpasterskim wyjechał na studia do Paryża. Tam pracował także jako duszpasterz miejscowej wspólnoty maronitów. Po powrocie do kraju został eparchialnym ekonomem, a następnie pracował jako duszpasterz parafialny. Od 2001 był także dyrektorem lokalnego oddziału Caritas.
24 września 2005 został wybrany na biskupa Sydonu, wybór potwierdzono 28 grudnia. Sakrę biskupią otrzymał 11 lutego 2006. 30 stycznia 2017 zrezygnował z urzędu.